# Typhlops conradi
Typhlops conradi este o specie de șerpi din genul Typhlops, familia Typhlopidae, descrisă de Peters 1875. Conform Catalogue of Life specia Typhlops conradi nu are subspecii cunoscute.